# Cap Couronne
Le cap Couronne est un cap de France situé à Martigues, dans les Bouches-du-Rhône. Il s'avance dans la mer Méditerranée, à l'extrémité sud-ouest de la chaîne de l'Estaque, au niveau des stations balnéaires de la Couronne et de Carro. Il comporte un phare. Il marque la limite nord-est du golfe du Lion.